# Drivning
Drivning er en proces til fremstilling af metalgenstande ved at strække og stukke metallet i facon med hammerslag mod en form eller en form for ambolt. 
Arbejdet udføres gerne med en hammer med kuglepen (kugleformet slagflade), men også drivhamre med en smal pen (sikhamre) kan anvendes. Der kan drives ned i en udhulet form af hårdt træ eller en blyklods (arbejdet kaldes også optagning) eller mod en kuglepfaf, en stålhalvkugle på en stang, der kan fastgøres i et hul i en ambolt eller i en træklods. Drivning kan også udføres med køller og hamre af hårdt træ. 
Det er også muligt at udføre drivning med et preljern (også kaldet et polterjern), et fjedrende stykke stål fastgjort i en skruestik. For enden af jernet findes et halvkugleformet hoved. Ved slag på stangen bringes denne til at bevæge sig. Hovedet holdes mod en metalplade og driver denne op bagfra. 
Arbejdet kan glattes med slag af en slethammer med plan og blank slagflade. Som modhold anvendes gerne en form for pfaf. 
Med drivning kan man fremstille konkave overflader såsom skåle, fade og kander. Ved at arbejde fra begge sider af metallet og kombinere arbejdet med ciselering, kan der fremstilles former, der ikke kan laves ved presning alene. Teknikken bruges af blikkenslagere og korpussølvsmede. Også smykker kan delvist fremstilles ved drivning. Drivning har tidligere været brugt til fremstilling af hjelme og rustninger. Enkelte hobbyfolk arbejder stadig med fremstilling af rustninger.